# Aethes kyrkii
Aethes kyrkii es una especie de polilla del género Aethes, categorizada en la tribu Cochylini, de la subfamilia Tortricinae.

## Distribución
Se distribuye por Finlandia.

## Taxonomía
Fue descrita por Itmies, Mutanen & Lankinen en 2003 y publicada en (Aethes), Insect Syst. Evol. 34: 8.